# Jean Decoux
Jean Decoux (5 tháng 5 năm 1884, Bordeaux - 21 tháng 10 năm 1963, Paris) là Toàn quyền Đông Dương thuộc Pháp giai đoạn 1940-1945, đại diện cho chính phủ Vichy Pháp.
Vốn là sĩ quan hải quân, năm 1939 ông được bổ nhiệm làm Tư lệnh hải quân khu vực Viễn Đông. Năm 1940 ông được bổ nhiệm làm Toàn quyền Đông Dương. Nhiệm vụ của Decoux ở Liên bang Đông Dương là đảo ngược chính sách nhượng bộ đối với Nhật Bản của Toàn quyền tiền nhiệm là Georges Catroux, nhưng thực tế chính trị sớm buộc ông phải tiếp tục theo con đường của người tiền nhiệm.

### Nhật Bản đổ bộ vào Đông Dương
Vào đầu tháng 8 Nhật Bản gửi yêu sách đến Decoux đòi quyền phép di chuyển quân vào Bắc Kỳ để xây dựng các căn cứ không quân và ngăn chặn các tuyến đường tiếp viện của phe Đồng Minh cho quân đội của Trung Hoa Dân quốc do Tưởng Giới Thạch cầm đầu đang chống trả với quân đội Nhật. Decoux đã điện cho cấp trên của chính phủ Vichy để nghị giúp đỡ, nhưng khi không có trợ giúp nào, ông đã ký hiệp ước ngày 20 tháng 9 năm 1940 mở cảng Hải Phòng cho Nhật Bản cho phép Nhật có quyền đóng quân trong khu vực
Cùng lúc đó Decoux đã làm việc để cải thiện quan hệ giữa thực dân Pháp và người Việt Nam, như gia tăng thành phần đại diện dân bản xứ trong hội đồng đồng thành phố và áp dụng ngạch lương bổng đồng đều cho công chức người Việt bằng với lương bổng người Pháp.
Decoux cũng ra lệnh cấm ngược đãi những người ngả theo Charles de Gaulle, những thành viên thuộc Hội Tam điểm, hay những người đạo Do Thái mặc dù những đường lối đó đối nghịch với chính sách của chính phủ Vichy bên chính quốc.

### Hòa ước trả đất cho Thái Lan
Năm 1941 Decoux phải đối phó với yêu sách của Thái Lan đòi lại những lãnh thổ bị sáp nhập vào Campuchia mà trước kia vào thế kỷ 16 lệ thuộc vào triều đình Thái. Thái Lan mở cuộc gây hấn và tiến chiếm vùng biên giới. Dù không được yểm trợ nào của phe Đồng minh Decoux quyết định phản công và phái Jules Terraux và Regis Berengers chỉ huy quân đội Pháp đánh chiếm được đảo Ko Chang ngày 17 tháng 1 năm 1941. Thái Lan phải nhờ Nhật Bản can thiệp, làm áp lực buộc hai bên hưu chiến và mở cuộc hòa đàm ở Tokyo bắt đầu từ ngày 7 tháng 2 năm 1941. Kết cục Pháp phải nhượng các tỉnh Battambang, Sisophon, Xiêm Riệp của Campuchia cùng nguyên dải hữu ngạn sông Mê Kông của Lào (Xaignabouli và Champasak) cho Thái Lan. Sự dàn xếp này đã thuyết phục triều đình Thái hợp tác chặt chẽ hơn với Nhật Bản.

### Pháp mất chủ quyền ở Đông Dương
Trong khi Chiến tranh thế giới thứ hai sắp đến hồi kết thúc, Nhật Bản đột nhiên đổi chính sách hợp tác vốn nhìn nhận chủ quyền của Pháp trên Liên bang Đông Dương. Vào lúc sáu giờ chiều ngày 9 Tháng Ba năm 1945, đại sứ Matsumoto Shunichi đưa tối hậu thư cho Decoux đòi chính quyền Pháp chấp nhận vô điều kiện sự chỉ huy của quân đội Nhật trên toàn cõi Đông Dương. Nhật Bản sau đó công nhận Đế quốc Việt Nam do vua Bảo Đại tuyên bố độc lập ngày 11 Tháng Ba, 1945.
Sau Chiến tranh thế giới thứ hai, Decoux bị kết án hợp tác với địch nhưng được tòa tuyên án vô tội. Ông được khôi phục chức vụ vào năm 1949. Cuốn hồi ký chính trị À la Barre de l'Indochine của Decoux đã ghi lại những biến chuyển thời cuộc ở Đông Dương trong thời kỳ ông cầm quyền, lèo lái giữa những chiến tuyến và áp lực các phe..